# Sant’Olcese
Sant’Olcese ist eine italienische Gemeinde in der Metropolitanstadt Genua mit 5568 Einwohnern (Stand 31. Dezember 2023). Im ligurischen Dialekt lautet ihr Name Sant’Orçeïse.

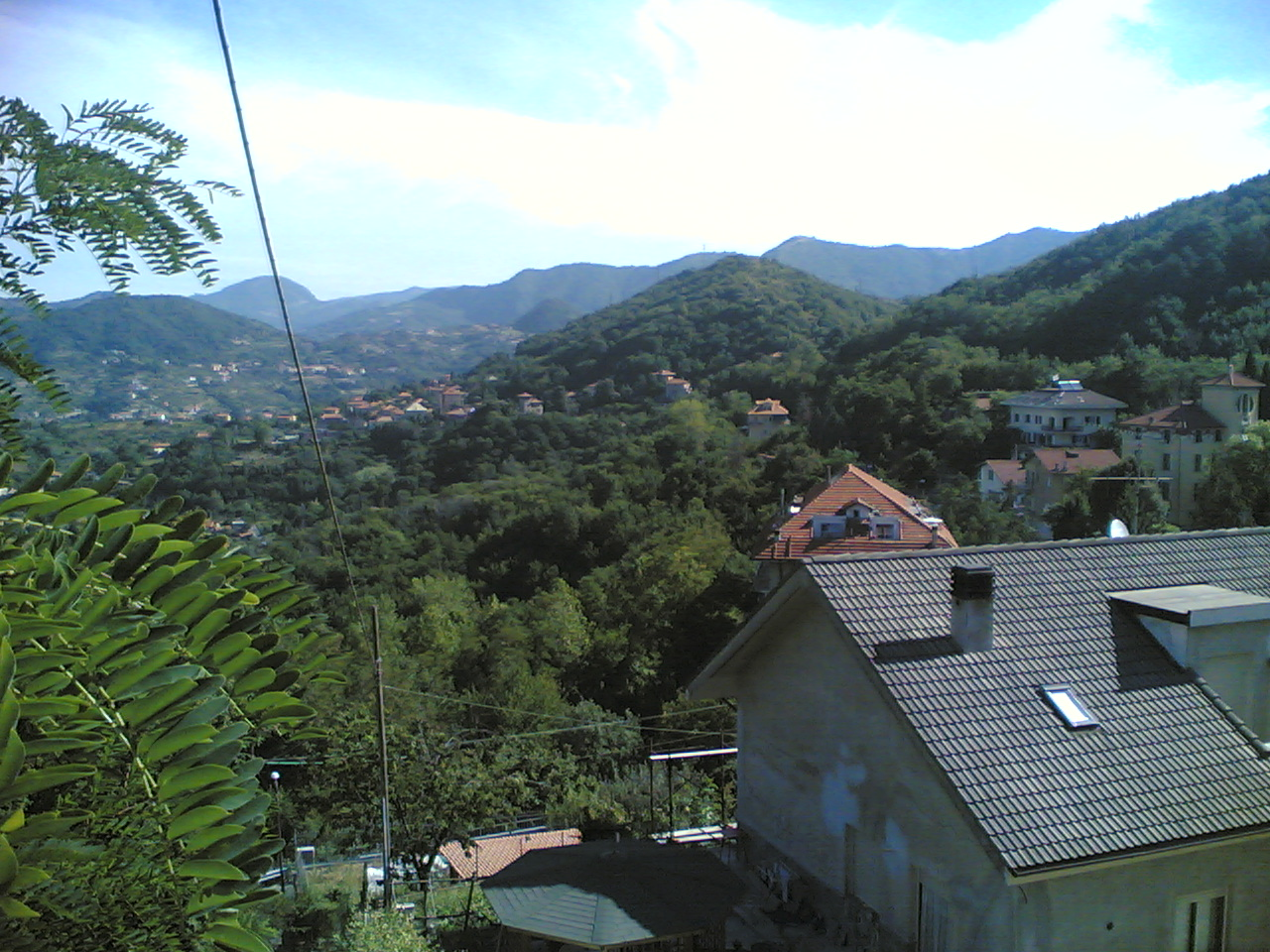
Ortsteil Trensasco

## Lage
Sant’Olcese liegt im Polceveratal des Ligurischen Apennins und bildet mit vier weiteren Gemeinden die Comunità Montana Alta Val Polcevera.
Das Territorium der Stadt ist sehr weitläufig und weist eine Vielzahl kleinerer Siedlungen auf. Der Gemeindesitz befindet sich im Ortsteil Piccarello; die wichtigsten Siedlungen liegen im unteren Bereich des Rio-Sardorella-Tals.
Nach der italienischen Klassifizierung bezüglich seismischer Aktivität wurde Sant’Olcese der Zone 4 zugeordnet. Das bedeutet, dass sich die Stadt in einer seismisch bedeutungslosen Zone befindet.

## Klima
Die Gemeinde Sant’Olcese wird unter Klimakategorie D klassifiziert, da die Gradtagzahl einen Wert von 1906 besitzt. Das heißt, die in Italien gesetzlich geregelte Heizperiode liegt zwischen dem 1. November und dem 15. April für jeweils zwölf Stunden pro Tag.

## Kultur
Die „Giovani Canterini di Sant’Olcese“ pflegen den für Ligurien typischen Trallalero-Chorgesang, der von einer neunköpfigen, nur mit Männern besetzten „Squadra“ in fünf Stimmen a cappella dargebracht wird. Die „Giovani Canterin di Sant’Olcese“ wurden bereits 1993 gegründet.